# Мирошниченко, Ксения Евгеньевна
Ксения Евгеньевна Мирошниченко (18 сентября 1985) — российская спортсменка (кикбоксинг), заслуженный мастер спорта России (ЗМС) по кикбоксингу, вице-чемпион мира по кикбоксингу (2013), чемпион России по кикбоксингу в весовой категории до 65 кг (2014), чемпион мира (2019)
Проживает в городе Калуга. Воспитанница СДЮШОР «Вымпел» (Калуга). Тренер — Виктор Николаевич Прохоров.
В июне 2015 года на соревнованиях Кубка мира по кикбоксингу (фулл-контакт) итальянском городе Римини, в которых приняли участие около 300 спортсменов из 25 стран, воспитанница известного тренера школы СДЮСШОР «Вымпел» Виктора Николаевича Прохорова, мастер спорта международного класса, неоднократный победитель и призёр крупнейших мировых соревнований Ксения Мирошниченко завоевала «серебро» в весовой категории до 65 кг.
Входит в список лучших спортсменов Калужской области.